# Ángel Fuentes
Ángel Fuentes Paniego (Burgos, 5 november 1996) is een Spaans wielrenner die anno 2019 rijdt voor Burgos-BH.

## Carrière
In 2015 werd Fuentes achtste in het door Diego Tirilonte gewonnen nationale kampioenschap tijdrijden voor beloften.
Als stagiair bij Burgos-BH nam Fuentes in oktober 2018 deel aan de Ronde van het Taihu-meer. In het eindklassement werd hij twintigste, op 38 seconden van winnaar Boris Vallée. Per 1 augustus 2019 werd Fuentes prof bij Burgos-BH. In het najaar van dat seizoen nam hij deel aan een drietal Chinese etappekoersen, met een twaalfde plek in de tijdrit van de Ronde van China I als beste resultaat.

## Resultaten in voornaamste wedstrijden
|      | \| Jaar \| Parijs-Tours \| \| ---- \| ------------ \| \| 2020 \| 121e \| |
| Jaar | Parijs-Tours                                                             |
| 2020 | 121e                                                                     |

## Ploegen
- 2018 –  Burgos-BH (stagiair vanaf 1 augustus)
- 2019 –  Burgos-BH (vanaf 1 augustus)
- 2020 –  Burgos-BH
- 2021 –  Burgos-BH
- 2022 –  Burgos-BH
- 2023 –  Burgos-BH
- 2024 –  Burgos-BH
- 2025 –  Burgos Burpellet BH

Cabedo · Cubero · Ezquerra · González · Herklotz · Langellotti · López · Mamykin · Mendes · Merino · Mitri · Robredo · Rubio · Salas · Sessler · Simón · Torres
Bico · Bol · Cabedo · Cubero · Ezquerra · Fernandes · Fuentes · Gibson · Langellotti · López · Madrazo · Mitri · Peñalver · Robredo · Rubio · Sessler · Sureda · Vilela
Aparicio · Bol · Cabedo · Díaz (vanaf 3/6) · Domingues · Ezquerra · Fuentes · Langellotti · López-Cózar · Madrazo · Molenaar · Moreno · Muller · Navarro · Okamika · Orts · Pelegrí · Peñalver · Räim · Rubio · Sánchez · Fernández (stagiair) · Franco (stagiair) · Martin (stagiair)
Alleno · Álvarez · Angulo · Aparicio · Ardila (tot 23/8) · Barthe · Bol · Díaz · Ezquerra · Fagundez · M. Fernández · Franco · Fuentes · Langellotti · Madrazo · Mora (vanaf 9/5) · Navarro · Okamika · Orts · Pelegrí · Peñalver · Sánchez · Delgado (stagiair) · S. Fernandez (stagiair)
Alleno · Álvarez · Angulo · Aparicio · Bol · Bouglas · Chumil · Delgado · Díaz · Ezquerra · Fagundez · Fernandez · Franco · Fuentes · Gate · Jackson · Langellotti · Mora · Okamika · Pelegrí · Sainbayar · Vacek · Bennassar (stagiair) · Cabedo (stagiair) · Rey (stagiair)